# Herb Rymanowa
Herb Rymanowa – jeden z symboli miasta Rymanów i gminy Rymanów w postaci herbu.

## Wygląd i symbolika
Herb przedstawia srebrna okszę w czerwonym polu ostrzem w prawo tarczy postawioną, z toporzyskiem w kolorze brązowym w tarczy, z korona srebrną, otwartą, pięciopałkową nad tarczą.

## Historia
W 1990 roku Rada Miasta i Gminy uchwaliła herb, który opracowano bez wymaganej genealogii historycznej i braku opinii Komisji Heraldycznej działającej przy Ministerstwie Spraw Wewnętrznych. W 2016 przedstawiono trzy nowe projekty herbów. 